# Provianda di Santa Marta
Lo stabilimento della provianda di Santa Marta o più semplicemente provianda di Santa Marta, originariamente chiamato Verpflegs Etablissement Santa Marta,  è un complesso di archeologia industriale situato nel centro storico di Verona, progettato dalla k.k. Genie-Direktion Verona austriaca di stanza nella città scaligera e costruito tra il 1863 e il 1865.
Originariamente era destinato alla produzione di pane e gallette, al deposito e all'amministrazione di altri generi di sussistenza, ma a partire dal 2015 ospita i dipartimenti di economia dell'Università di Verona.

## Storia
Nel sito in cui sarebbe successivamente sorto lo stabilimento della provianda, era presente un complesso monastico, comprendente una chiesa originariamente dedicata a Maria Maddalena, edificato tra il 1211 ed il 1212 dall'Ordine di Sant'Agostino, cui si sommò un chiostro costruito nel 1293. La chiesa fu rinnovata e ampliata nell'anno 1300 per volontà di Alberto I della Scala, ma già nel 1350 il monastero fu soppresso e la proprietà acquisita dal vicino monastero di Santa Maria delle Vergini. Nel primo decennio dell'Ottocento venne soppresso mediante decreto napoleonico anche il convento di Santa Maria delle Vergini, così chiesa e monastero furono alienati: fu probabilmente in questa occasione che la chiesa assunse la denominazione di Santa Marta, forse a causa di un errore di trascrizione nel catasto dei beni del convento. La chiesa di Santa Marta, sconsacrata, fu usata per alcuni anni come ricovero per gli stalloni e quindi, nel 1829, venduta. Nel 1833 il complesso venne acquistato dai Padri Cappuccini, che restaurarono la chiesa, ripristinarono il chiostro e fecero demolire l'ormai pericolante campanile del complesso.

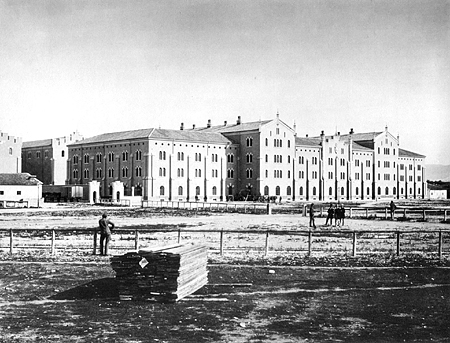
Lo stabilimento di produzione del pane in una fotografia del 1866

Nel 1850 l'autorità militare austriaca acquisì i fabbricati, che vennero destinati a caserma; infine, tra il 1863 e il 1865 la chiesa e la maggior parte del convento, esclusa parte del chiostro, furono demoliti per dare spazio ai nuovi stabilimenti della provianda. Questo imponente complesso divenne parte di un servizio logistico di cui facevano parte anche la vicina provianda di Santa Caterina da Siena e parte della caserma che trovava posto all'interno dell'ex complesso religioso di San Francesco di Paola. La stesura originale del progetto, del 1863, prevedeva anche la costruzione di un grande edificio da destinare agli uffici amministrativi della sussistenza e agli alloggi del personale, che però non venne realizzato, verosimilmente in quanto già nel 1866 venne annesso al Regno d'Italia.
Il nome dei progettisti dello stabilimento industriale viene ricordato da un'iscrizione presente su un pilastro in marmo rosso di Verona posto nell'androne del panificio, che riporta che «ANDREAS RITTER TUNKLER - FERDINANDUS ARTMANN - ANTONIUS NAREDI RAINER - HOC OPUS FECERUNT - 1865»; inoltre, sopra il loro nome è infisso lo stemma della casata di appartenenza. Questo riconoscimento ai progettisti costituisce un unicum nell'architettura militare asburgica. Il progetto di questo grande edificio militare fu quindi elaborato da ufficiali del k.k. Genie-Direktion Verona di riconosciuta preparazione e capacità tecnica: il tenente colonnello Andreas Tunkler era noto in Europa per le sue pubblicazioni di scienza delle fortificazioni e per l'attività di insegnamento all'Accademia del Genio di Kloster Bruck; il capitano ingegnere di prima classe Ferdinand Artmann era un esperto di tecnologia della sussistenza, della produzione e conservazione alimentare, e nel progetto della provianda organizzò il ciclo di produzione e curò l'installazione dei macchinari; il capitano ingegnere di seconda classe Anton Naredi Rainer aveva già dato prova del suo talento nel progetto per l'ampliamento di porta Vescovo, tra il 1862 e il 1863.

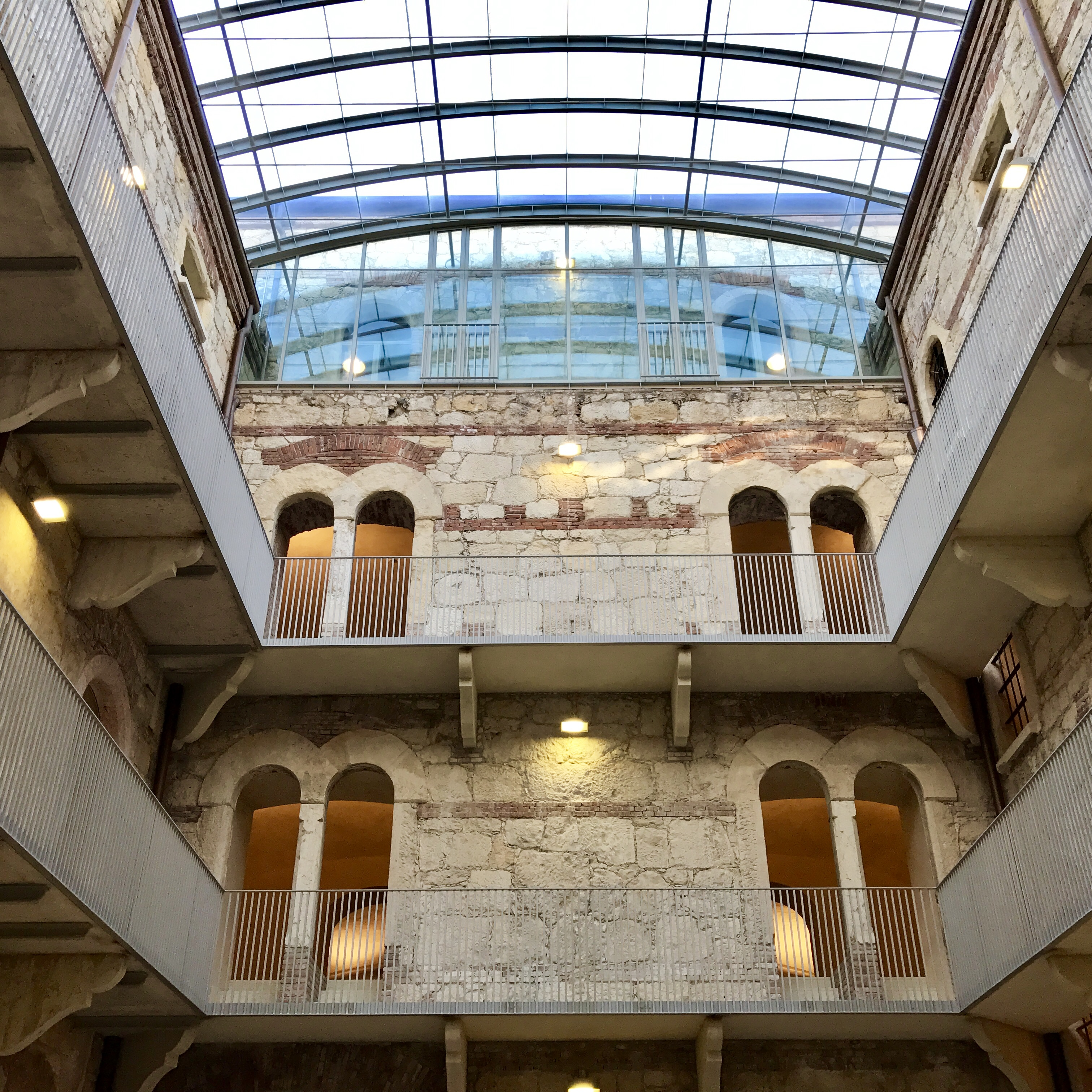
Una delle corti interne del panificio, coperte da una struttura vetrata a seguito dei restauri progettati da Massimo Carmassi

Nel 2007, dopo alcuni anni di abbandono, si aprirono i cantieri per il restauro del silos di ponente della provianda, destinato a contenere le prime aule della nuova sede dell'Università degli Studi di Verona; i lavori al silos terminarono nel 2009 e nello stesso anno iniziarono i lavori di restauro e consolidamento delle strutture murarie e dei solai dell'antico panificio. Questo cantiere venne ultimato nel 2015 e pure questo edificio destinato all'Università, che andò a insediare i dipartimenti di economia aziendale, di scienze economiche, una parte di scienze giuridiche nonché una biblioteca specializzata nel settore dell'economia. Il progetto di restauro, firmato dall'architetto Massimo Carmassi, con ISP-IUAV Studi & Progetti, ha vinto nel 2015 la Medaglia d'oro all'architettura italiana in quanto «questo progetto costituisce un insegnamento di come passato e presente non siano antitetici, in architettura, ma complementari».

## Descrizione
La provianda di Santa Marta si compone di tre edifici disposti all'interno di uno spazio rettangolare recintato, completamente autonomo rispetto al complesso militare del Campo Marzo, contesto nel quale è comunque inserito.
Il progetto originario prevedeva un quarto edificio di quattro piani ove si sarebbero dovuti insediare gli uffici amministrativi dello stabilimento: esso avrebbe connotato il complesso della provianda rappresentando un ingresso monumentale allo stesso. Questa quarta costruzione non venne mai realizzata, l'edificio principale risulta quindi essere il panificio, che con il suo prospetto domina la vista verso Campo Marzo. Esso fu in origine destinato alla produzione di pane e gallette, oltre che al deposito e all'amministrazione di altri generi di sussistenza. Altri due edifici, affiancati e di dimensioni minori, sono disposti a nord del panificio e contenevano i silos per i cereali. Fa inoltre parte della provianda ciò che rimane del chiostro del preesistente convento dei Cappuccini di Santa Marta.
Gli edifici che compongono lo stabilimento sono caratterizzati da un'immagine neomedievale, romanico-gotica, derivata dall'orientamento più eclettico del Rundbogenstil di matrice nord-europea, affermatosi nel secondo Ottocento, pertanto estraneo rispetto ai moduli figurativi locali del Medioevo veronese.

### Panificio

L'edificio per la produzione del pane e delle gallette, in una fotografia degli anni settanta del Novecento

L'edificio dei forni è disposto sul lato meridionale del recinto ed è composto di cinque piani, di cui uno interrato. In pianta si conforma come un corpo a blocco, di grande dimensione (118 m x 49 m) e articolato in tre parti: un blocco centrale, predominante per dimensioni e destinazione d'uso, ai cui lati si saldano due corpi minori. L'impianto a blocco tripartito è regolato da uno schema ortogonale, sul cui asse longitudinale si aprono tre cortili, dai quali si può accedere ai collegamenti verticali e orizzontali.
Al piano terra del corpo centrale era presente la doppia batteria contrapposta dei forni a intermittenza per la cottura del pane, con gli adiacenti locali per l'impasto. Nello stesso piano era installata la motrice a vapore che azionava il setaccio meccanico, la pompa dell'acqua e l'elevatore. La capacità di produzione dei dodici forni presenti all'interno dell'edificio corrispondeva a circa 52000 razioni giornaliere di pane e a 20 quintali di gallette biscottate. Al piano terra, oltre ai magazzini, si trovavano i locali per il ricovero e la manutenzione dei forni da campo; ai piani superiori erano invece disposti gli altri magazzini di sussistenza. Il piano interrato, dotato di un efficace sistema di ventilazione naturale, era invece destinato alla conservazione degli alimenti deperibili.
Nel panificio di Santa Marta l'organizzazione del ciclo di lavorazione si integrava con la razionalità dell'impianto spaziale: la struttura interna del fabbricato, sui quattro piani, è ordinata sul modulo quadrato del sistema formato da volte a vela di laterizio rette da pilastri di pietra da taglio. Alla solidità della struttura, adatta ai carichi dei magazzini, si univa la flessibilità d'uso e di organizzazione dello spazio interno.
La studiata composizione dei prospetti ravviva l'imponente massa dell'edificio, attenuando la preponderante orizzontalità e trasfigurandola con la successione ritmica dei contrafforti sporgenti, e con la varietà delle aperture arcuate. Al centro della facciata meridionale, sotto il coronamento, risalta uno stemma scalpellato, probabilmente un emblema dell'impero asburgico. Sul prospetto settentrionale campeggia il quadrante di un orologio da torre collocato alla base del coronamento a timpano.

### Silos

Lo stabilimento in una foto aerea negli anni settanta; in alto a sinistra si possono vedere i silos

Due edifici di 50 m x 18 m di dimensioni, affiancati e contenenti i silos per le granaglie, sono situati nella porzione nord-occidentale del recinto; la loro ubicazione venne dettata dalla comodità del collegamento con la diramazione ferroviaria proveniente dalla vicina stazione di Porta Vescovo.
I silos furono progettati secondo una nuova tipologia a celle ermetiche fuori terra, che assicurava il completo isolamento del grano. All'interno di ognuno dei magazzini erano originariamente sistemati 65 silos di muratura laterizia, rivestiti con pareti di lamiera metallica: in tempo di pace la scorta di granaglie contenute al loro interno potevano approvvigionare per 18 mesi un'armata di 100000 uomini. Un fabbricato di un solo piano annesso al magazzino orientale conteneva i macchinari, azionati da una motrice a vapore, per la pulitura, la molitura e l'abburattatura delle granaglie.
Nei magazzini sono ripresi, semplificati, i motivi ornamentali del panificio, come il coronamento a gradoni e l'inserimento dei conci lapidei nei contrafforti angolari.